# Dee Dee Warwick
Delia Juanita "Dee Dee" Warwick, född 25 september 1942 i Newark, New Jersey, död 18 oktober 2008 i Essex County, New Jersey, var en amerikansk soulsångerska. Hon var syster till Dionne Warwick, systerdotter till Cissy Houston och kusin till Whitney Houston. Hennes kanske största hit var I Want to Be with You som kom 1966. Hon spelade in originalet av låten I'm Gonna Make You Love Me som blev en hit 1968 när The Supremes och The Temptations spelade in den.

## Diskografi

### Singlar
- You're No Good (#117 USA 1963)
- Do It With All Your Heart (#124 USA 1965)
- We're Doing Fine (#96 USA #28 R&B 1965)
- I Want To Be With You (#41 USA #9 R&B 1966)
- I'm Gonna Make You Love Me (#88 USA #13 R&B 1966)
- When Love Slips Away (#92 USA #43 R&B 1967)
- That's Not Love (#106 USA #42 R&B 1969)
- Ring of Bright Water #113 USA 1969)
- Foolish Fool (#57 USA #14 R&B 1969)
- She Didn't Know (She Kept On Talking) (#70 USA #9 R&B)
- Cold Night In Georgia (#44 R&B 1970)
- Suspicious Minds (#80 USA #24 R&B 1971)
- Get Out Of My Life (#73 R&B 1975)